# Pierre Jaquet-Droz
Pierre Jaquet-Droz (La Chaux-de-Fonds (Suiza), 28 de julio de 1721 - Biena (Suiza), 28 de noviembre de 1790) fue un relojero suizo residente en Neuchâtel, que se hizo famoso tanto por la calidad de sus relojes como por los autómatas que produjo en su taller, origen histórico de la empresa relojera Jaquet Droz.

## Semblanza
Pierre Jaquet-Droz nació en la localidad de La Chaux-de-Fonds (cantón de Neuchâtel) en 1721, hijo de un granjero y relojero. Asistió a la escuela primaria en su ciudad natal, de donde pasó a un liceo para después completar su formación con estudios de filosofía en Basilea. A partir de 1740 se dedicó a la relojería, que por entonces tenía su centro de actividad en Suiza en las localidades de Le Locle y de La Chaux-de-Fonds. En 1758 viajó a España para entregar al rey Fernando VI relojes de péndulo que había encargado, dos de los cuales estaban equipados con accionamiento automático. A partir de 1759 fundó en La Chaux-de-Fonds una empresa con actividad internacional, que producía relojes de alta calidad. Su hijo Henri-Louis (1752-1791) también se incorporó al negocio de su padre como relojero. Su empresa tenía sucursales en Londres, París y Basilea. En 1774, Jaquet-Droz presentó al público tres androides, que se convirtieron en un gran éxito. Son sus obras más famosas y todavía se pueden ver en funcionamiento en el Museo de Arte e Historia de Neuchâtel. Posteriormente, Jaquet-Droz y su hijo, junto con su socio Jean-Frédéric Leschot, comenzaron a construir prótesis mecánicas con cierto grado de funcionalidad. Murió en Biena en 1790, a los 69 años de edad. 

## El relojero Jaquet-Droz

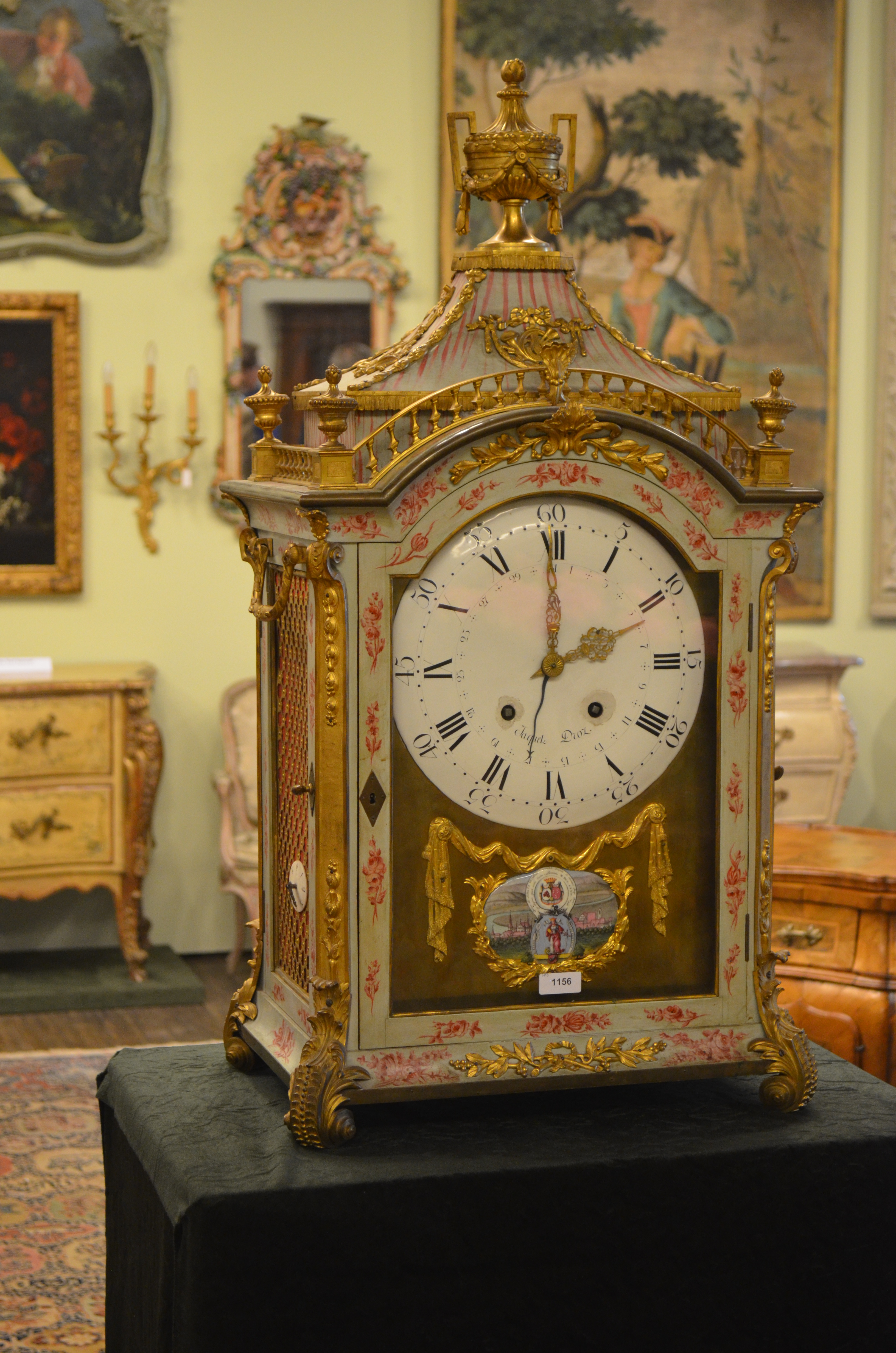
Reloj "bracket" de Franz Victor Effinger (1784)

Considerado uno de los fabricantes de relojes y autómatas más importantes de su época, produjo relojes de sobremesa y magníficos relojes de péndulo, y se especializó en autómatas mecánicos de todo tipo (como los relojes o las cajas de tabaco con pájaros mecánicos cantores) y relojes de lujo. Desarrolló un dispositivo de cuerda automática para relojes de bolsillo.
También se dice que construyó un reloj del que supuestamente hizo una demostración en la corte española: cuando el reloj daba las horas, un pastor tocaba una pequeña melodía con la flauta y un perro se acercaba alegremente hasta él. El rey estaba encantado, pero Jaquet-Droz dijo que la bondad del perro era una de sus menores virtudes, de la que se daría cuenta inmediatamente si cogiera una de las manzanas de la cesta del pastor. El rey así lo hizo, y el perro supuestamente empezó a ladrar de forma tan realista que el propio perro del rey respondió y las damas de compañía huyeron de la habitación por miedo a la brujería. Solo el Secretario de Marina tuvo el valor de permanecer en la sala. Cuando el rey preguntó al hombre negro, que también estaba en el reloj, qué hora era y, lógicamente, no le respondió, Jaquet-Droz se limitó a decir que no sabía español...
La marca de relojes Jaquet Droz, que pertenece al Grupo Swatch, lleva su nombre.

## Los tres “autómatas de Jaquet-Droz”

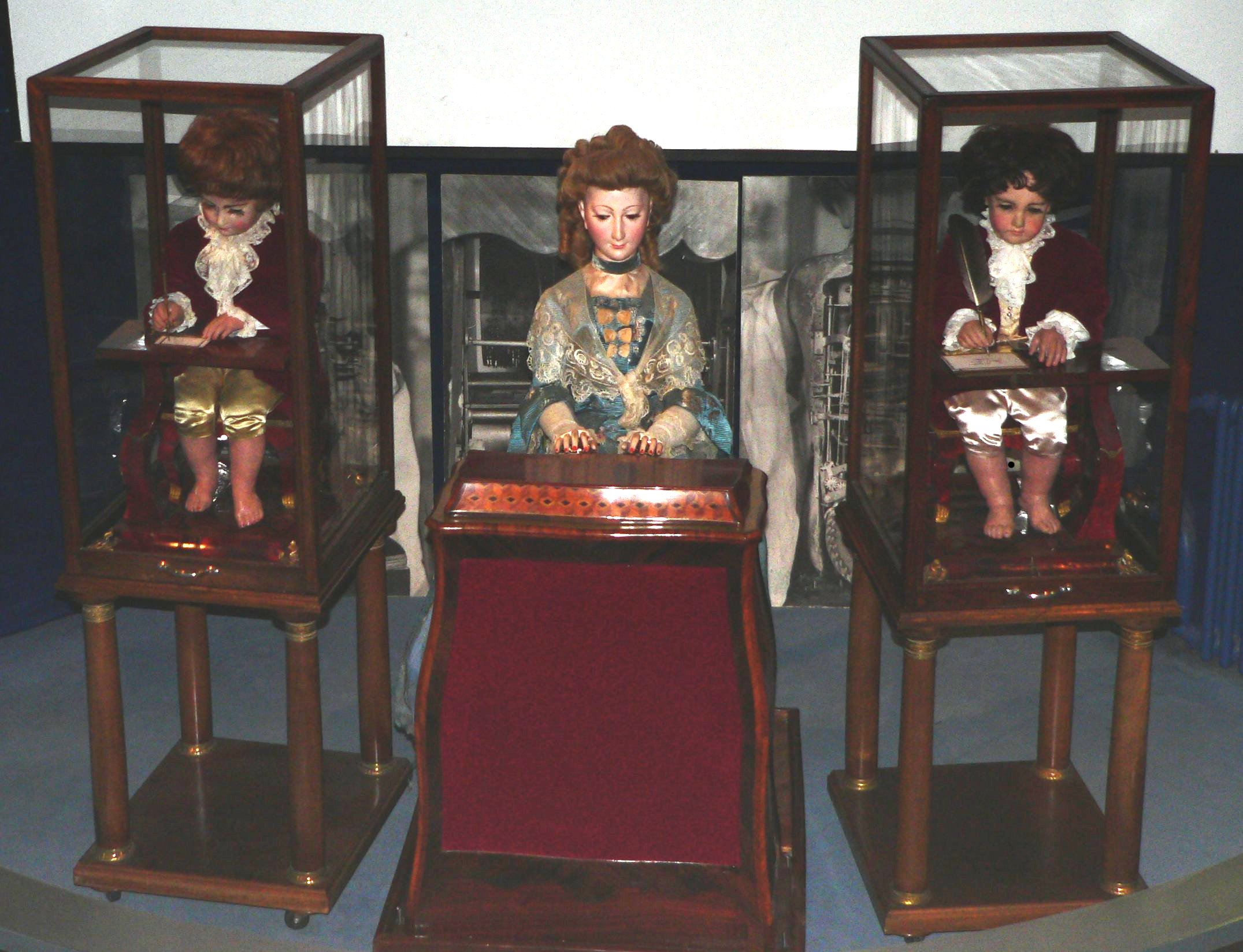
Escribano, Organista y Dibujante

Jaquet-Droz y su hijo, junto con sus colaboradores Jean-Frédéric Leschot, Henri Maillardet y Jacob Frisard, comenzaron a construir tres androides en 1770, que fueron presentados al público en 1774. El éxito debió de ser increíble según se desprende de un escrito de la época, en el que se dice que la gente literalmente peregrinaba hasta el taller de Jaquet-Droz y los jardines y plazas del pueblo estaban llenos de carruajes. Durante más de un siglo, los androides recorrieron Europa y se podían ver pagando una entrada.
Las figuras, que miden aproximadamente 70 cm de altura, pueden mover la cabeza, los brazos y los ojos. Están vestidos a la moda cortesana de la época y parecen muy jóvenes, prácticamente niños. Probablemente sean algunos de los androides más bellos jamás creados. Se dice que Jacques de Vaucanson, pionero y maestro en la construcción de autómatas, exclamó a Henri-Louis Jacquet-Droz después de verlos: "¡Joven, estás empezando donde yo quiero terminar!".

### El Escribano

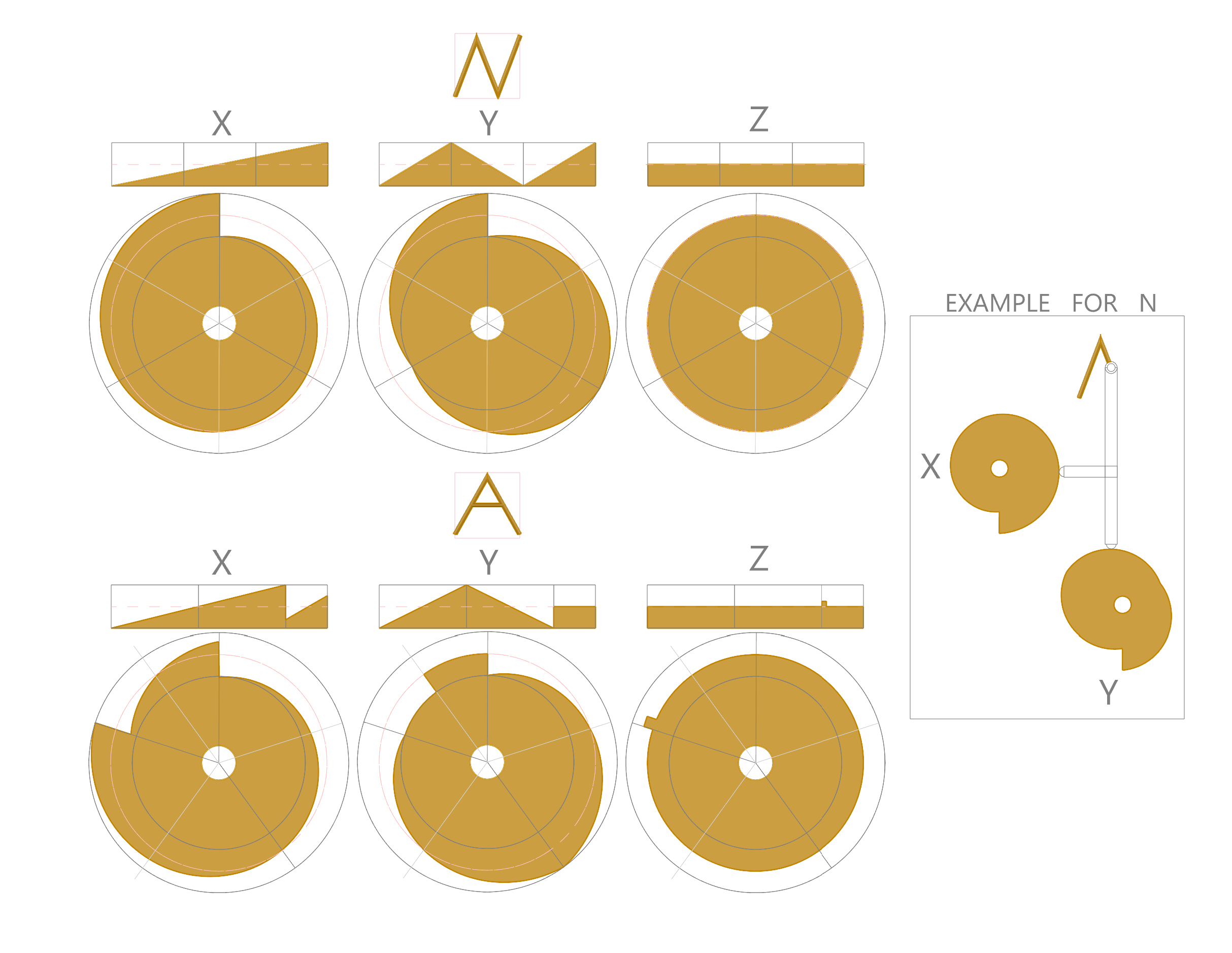
Representación técnicamente simplificada de cómo se puede crear o escribir una letra con dos árboles de levas. Aquí se muestran, a modo de ejemplo, las letras "A" y "N"

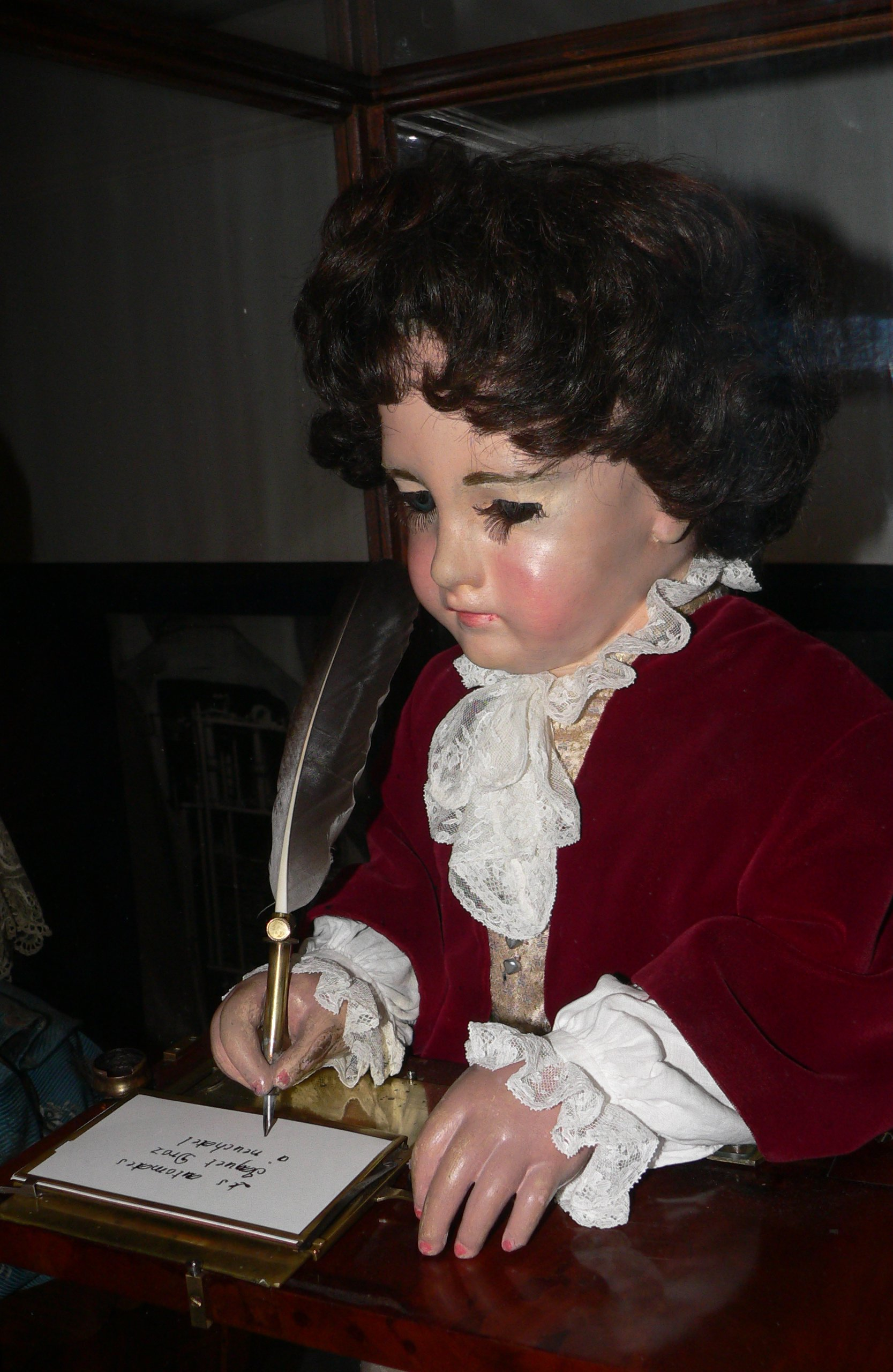
El Escribano

Cuando el Escribano comienza a funcionar, moja la pluma en la tinta, la sacude ligeramente, coloca la mano en la parte superior de la página y se detiene. Cuando se acciona otra palanca, comienza a escribir. Se detiene como un verdadero escritor, y presta atención al trazo, a los espacios y a las líneas (!), pone un punto al final y se detiene de nuevo.
Es capaz de escribir cualquier texto de hasta 40 caracteres, que se introduce en un disco con levas reemplazables. Esto significa que, por ejemplo, cuando llegaba un visitante distinguido, el Escribano podía escribir un texto relacionado con el visitante, como se dice que sucedió durante la visita del presidente de Francia, François Mitterrand. “Dependiendo de la altura de las levas, un cilindro se mueve con un juego de discos de levas que contienen la codificación de las letras individuales. Cada uno de tres discos de leva mueve la mano hacia arriba y hacia abajo, hacia adelante y hacia atrás, hacia la derecha y hacia la izquierda. Las dimensiones de las levas utilizadas para programar el texto deben respetar tolerancias muy estrictas. Por lo tanto, la máquina es bastante propensa a funcionar con errores. Probablemente, fue una concesión constructiva al deseo de acomodar todos los mecanismos en la figura.“
Algunos autores ven al Escribano como un precursor de las computadoras modernas, porque tiene un programa (el disco con el que se escribe el texto) y una memoria (los discos de levas que representan las letras individuales).

### El Dibujante
El mecanismo del dibujante está controlado por un conjunto de discos de levas en los que se encuentra el programa para realizar un dibujo. Con tres juegos de discos de levas intercambiables, se pueden realizar cuatro dibujos diferentes:
- Un retrato del rey Luis XV de Francia y el perro "Toutou" (ambas imágenes en un cilindro)
- El rey Jorge de Inglaterra y su esposa
- Un motivo romántico, con un carro arrastrado por una mariposa

### La Organista
La figura de la Organista está controlada por un cilindro con pasadores y discos de leva asociados, que se utilizan para mover los dedos de las manos. La figura toca las teclas de una especie de órgano con sonido de flauta. Puede tocar cinco piezas diferentes compuestas especialmente para la figura.
|  |  |  |  |

## Gruta de la familia Jaquet-Droz

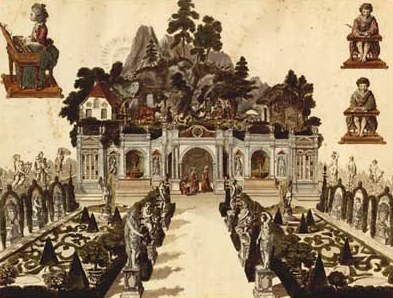
"La Gruta" de los Jaquet-Droz

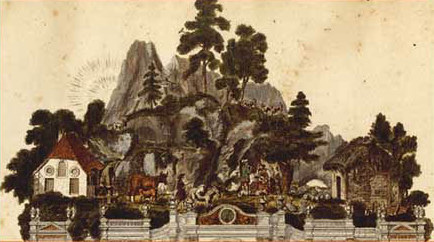
Detalle de "la Gruta"

En el libro Les Jaquet-Droz et Leschot escrito por Charles Perregaux y F. Louis Perrot, los autores dicen: "Conocemos los tres androides de 1774, pero aún no hemos mencionado un cuarto autómata construido en la misma época, que tenía que ser sumamente interesante y compleja: “La Gruta”.
Un cartel impreso en Lyon el 3 de enero de 1784 con motivo de la presentación de la máquina describe "la Gruta" de la siguiente manera:

"Un paisaje situado en Suiza, donde se pueden ver: acantilados escarpados, una granja de ovejas, una cabaña, un molino, una cascada y un arroyo, un ternero amamantado por una vaca, cabras y ovejas pastando, balando y balando, y un perro cuidando el rebaño. Un granjero sentado sobre un burro sale de su cabaña y camina por el paisaje para dirigirse al molino, y poco después regresa a pie, llevando su burro cargado con un saco. Cuando pasa, un perro ladra.
Un pastor sale de la cueva de una roca, se lleva la flauta a la boca, toca un preludio que resuena; Luego se acerca la pastora que despierta, quien toma su guitarra y acompaña a su pastor. El frente de esta pieza representa una planta baja encerrada por la fachada de un edificio, bajo cuyo portón se ve a una campesina tocando varios minuetos con un dulcémele, mientras dos señoritas bailan con gracia y precisión. También hay cascadas y fuentes, cuyo juego crea una ilusión, y un aviario donde se puede escuchar el canto de varios pájaros".

Es probable que una obra tan desarrollada nunca hubiera podido ser reparada; debió haber quedado descuidada y ruinosa en una vivienda pobre.";

## Construcción de prótesis
Además de otras actividades, los Jaquet-Droz y su socio Jean-Frédéric Leschot comenzaron a producir prótesis para miembros amputados. Jean-Frédéric Leschot se especializó en esta actividad y su reputación en este campo le valió numerosos encargos, incluso del extranjero.
A diferencia de las prótesis habituales en aquella época, que tenían más valor estético, éstas eran aparentemente incluso funcionales, es decir, Se pueden doblar las rodillas y sostener objetos.